# Somaliasiska
Somaliasiska (Crithagra donaldsoni) är en fågel i familjen finkar inom ordningen tättingar. Den förekommer i ett område i Östafrika. Beståndet anses vara livskraftigt.

## Utseende och läte
Somaliasiskan är en stor fink med en mycket kraftig skäraktig näbb. Hanen är olivbrun ovan och gul under, med en diffus men märkbar huvudteckning. Honan är istället brun ovan och vit under med kraftig streckning över hela kroppen. Båda könen har en gul övergump som syns tydligt i flykten. Sången består av serier med glidande visslingar, först ett antal ljusa, sedan mörka, sedan ljusa och så vidare.

## Utbredning och systematik
Fågeln förekommer från södra Etiopien och Somalia till norra Kenya. Det förekommer även en isolerad population i Taita-klipporna i sydvästra Kenya. Arten placeras i släktet Crithagra. Tidigare placerades den i släktet Serinus, men DNA-studier visar att den liksom ett stort antal afrikanska arter endast är avlägset släkt med t.ex. gulhämpling (S. serinus). Den behandlas som monotypisk, det vill säga att den inte delas in i några underarter.

## Levnadssätt
Somaliasiskan hittas i torr törnsavann, törnbuskmarker och halvöken. Där ses den vanligen i par eller smågrupper. Den födosöker både på marken i träd, på jakt efter huvudsakligen gräs- och ogräsfrön, men även små akaciafrukter. Fågeln häckar mellan juni och november, men har också noterats häcka i mars.

## Status
Arten har ett stort utbredningsområde och beståndet anses stabilt. Internationella naturvårdsunionen IUCN listar den därför som livskraftig (LC).

## Taxonomi och namn
Somaliasiskan beskrevs vetenskapligt av Richard Bowdler Sharpe 1895 under protonymet Serinus donaldsoni. Fågelns vetenskapliga artnamn hedrar Arthur Donaldson Smith (1864-1939), amerikansk storviltsjägare, naturforskare och samlare verksam i Abessinien och Somaliland 1894-1895.